# 후타카와촌 (지바현 히가시카쓰시카군)
후타카와촌(二川村)은 지바현 히가시카쓰시카군에 설치되었던 촌이다. 현재의 노다시에 해당한다.

## 역사
- 1889년 4월 1일 - 정촌제 시행에 의해 히가시카쓰시카군 후타카와촌이 성립하였다.
- 1955년 7월 20일 - 히가시카쓰시카군 세키야도정, 기마가세촌과 합병해, 세키야도정이 신설되었다.